# 磨崖仏

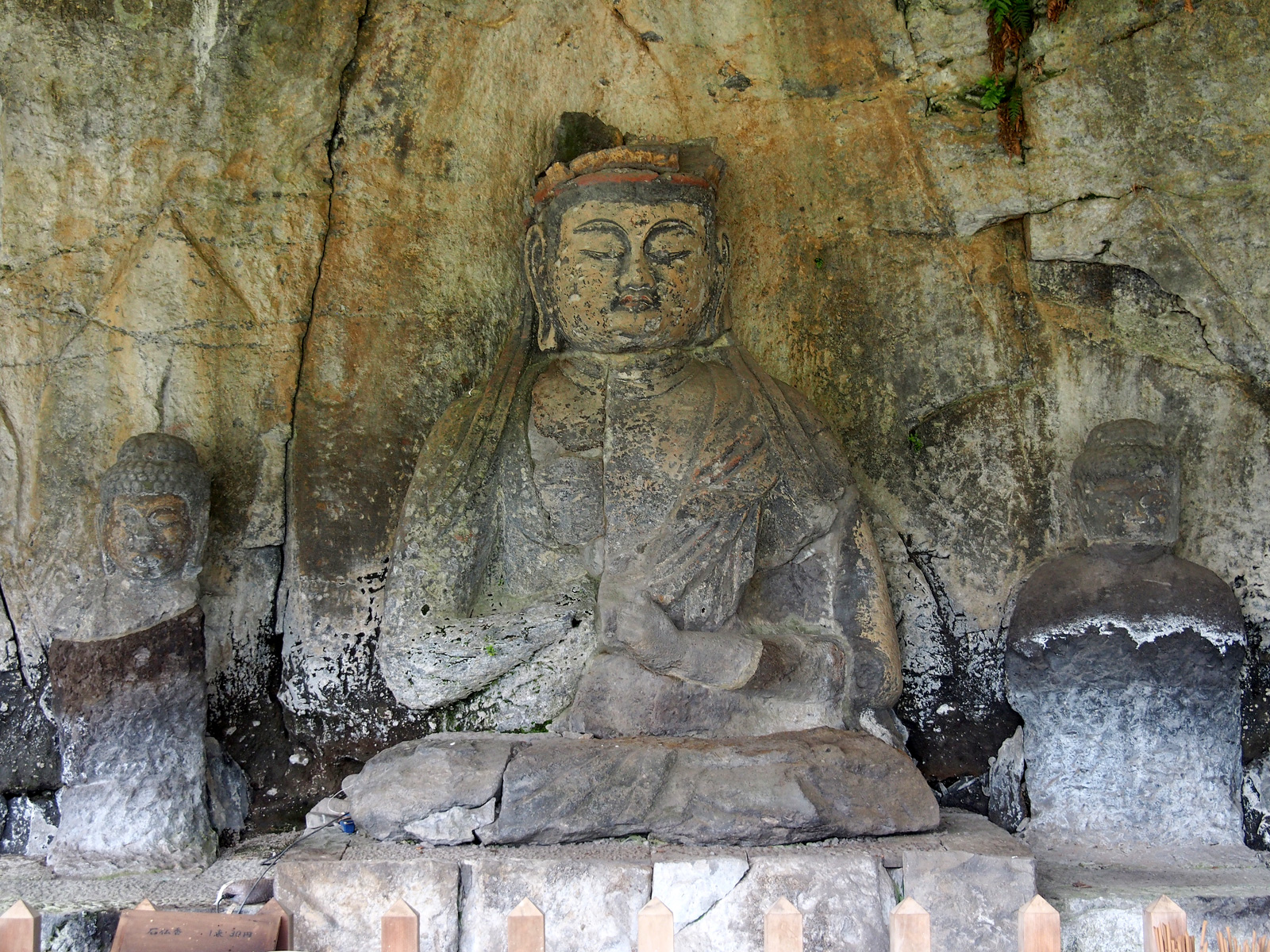
臼杵磨崖仏（古園石仏群大日如来像）

磨崖仏（まがいぶつ）は、石仏の一種で、自然の岩壁や露岩、あるいは転石に造立された仏や明王等の総称である。摩崖仏とも表記される。

## 概要
石で仏像を造立することはアジアの仏教圏で広く行われている。石造の仏像（広義の石仏）は、磨崖仏に加えて、切り出された石材に彫られ、移動できる独立した石仏（狭義の石仏）、石窟の中に彫られた石窟仏の3種に大別される が、このうち石窟仏を磨崖仏に含めることもある。石窟仏としては、インドのアジャンター石窟、エローラ石窟、中国の雲岡石窟、龍門石窟等の巨大な像が特に著名である。磨崖仏は、広義の石仏の一種であるため、「臼杵石仏」のように「石仏」と呼ばれることもある。

## 日本の磨崖仏

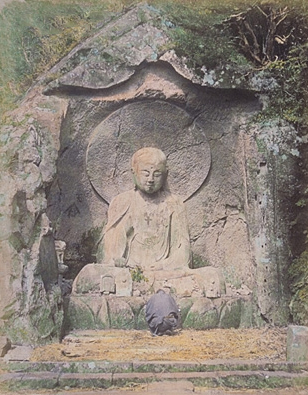
元箱根磨崖仏（六道地蔵）

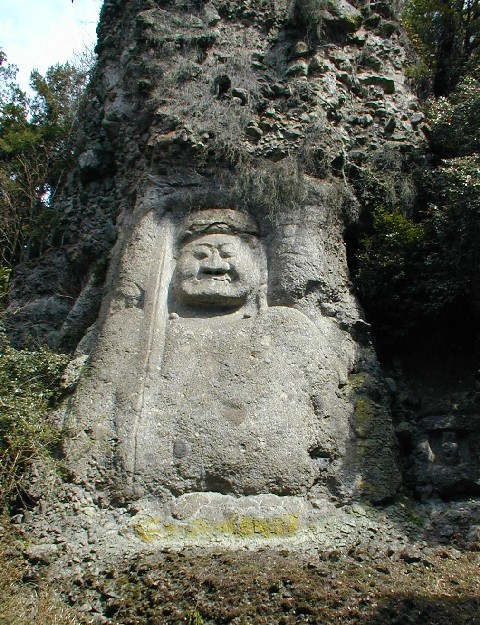
熊野磨崖仏

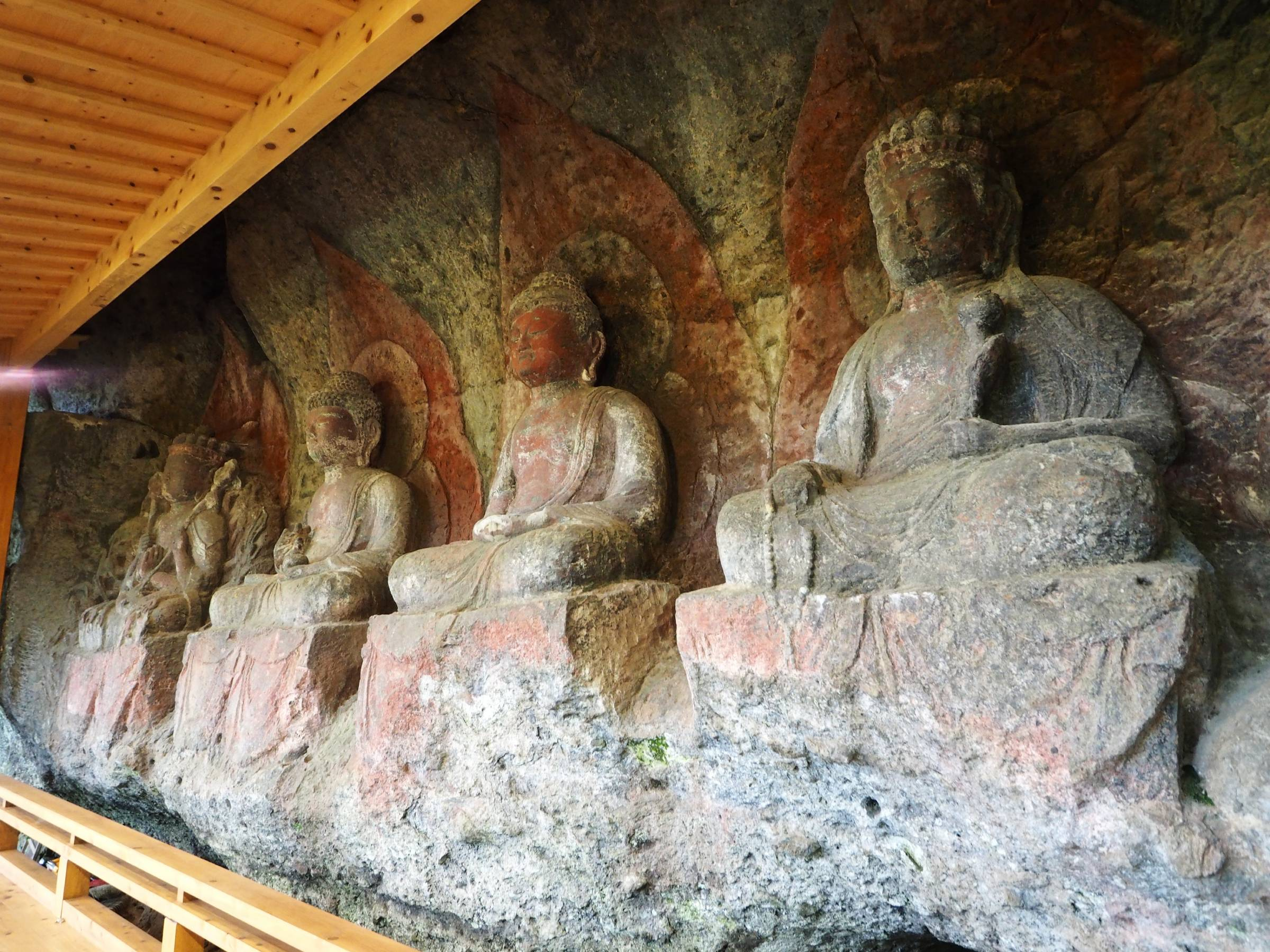
菅尾磨崖仏

日本の磨崖仏の造立開始時期は奈良時代又は平安時代初期までさかのぼるといわれる。狛坂磨崖仏は最初期の事例と伝えられるが制作年代は明らかでない。平安時代後期から鎌倉時代にかけて盛んに造立され、分布も九州地方、近畿地方、関東地方、北陸地方、東北地方に広がった。中でも大分県には全国の磨崖仏の半数近くが集中しているといわれる。

### 主な磨崖仏

#### 国宝
- 臼杵磨崖仏 - 大分県臼杵市、平安～鎌倉時代、特別史跡[4]

#### 国の重要文化財
- 大谷磨崖仏 - 栃木県宇都宮市、平安～鎌倉時代、特別史跡[5]
- 元箱根磨崖仏 - 神奈川県箱根町、鎌倉時代、史跡[6]
- 日石寺磨崖仏 - 富山県上市町、平安時代、史跡[7]
- 熊野磨崖仏 - 大分県豊後高田市、平安～鎌倉時代、史跡[8][9]
- 菅尾磨崖仏 - 大分県豊後大野市、平安時代、史跡[10]

#### 国の史跡
- 達谷窟の岩面大佛- 岩手県平泉町、平安時代、北限の磨崖佛[11][12]
- 大悲山の石仏（観音堂石仏、薬師堂石仏附阿彌陀堂石仏） - 福島県南相馬市、平安時代[13]
- 佐貫石仏 - 栃木県塩谷郡塩谷町、平安時代～鎌倉時代[14]
- 狛坂磨崖仏 - 滋賀県栗東市、平安時代[15]
- 笠置山虚空蔵磨崖仏 - 京都府笠置町、平安時代中期[16]
- 春日山石窟仏 - 奈良県奈良市、平安時代
- 地獄谷石窟仏 - 奈良県奈良市、平安時代
- 大野寺石仏 - 奈良県宇陀市、鎌倉時代
- 大分元町石仏 - 大分県大分市、平安時代[17]
- 高瀬石仏 - 大分県大分市、平安時代[18]
- 元宮磨崖仏 - 大分県豊後高田市、室町時代、熊野磨崖仏の附[9]
- 鍋山磨崖仏 - 大分県豊後高田市、平安時代、熊野磨崖仏の附[9]
- 犬飼石仏 - 大分県豊後大野市、平安時代～鎌倉時代[19]
- 緒方宮迫東石仏 - 大分県豊後大野市、平安時代末期[20]
- 緒方宮迫西石仏 - 大分県豊後大野市、平安時代末期[21]

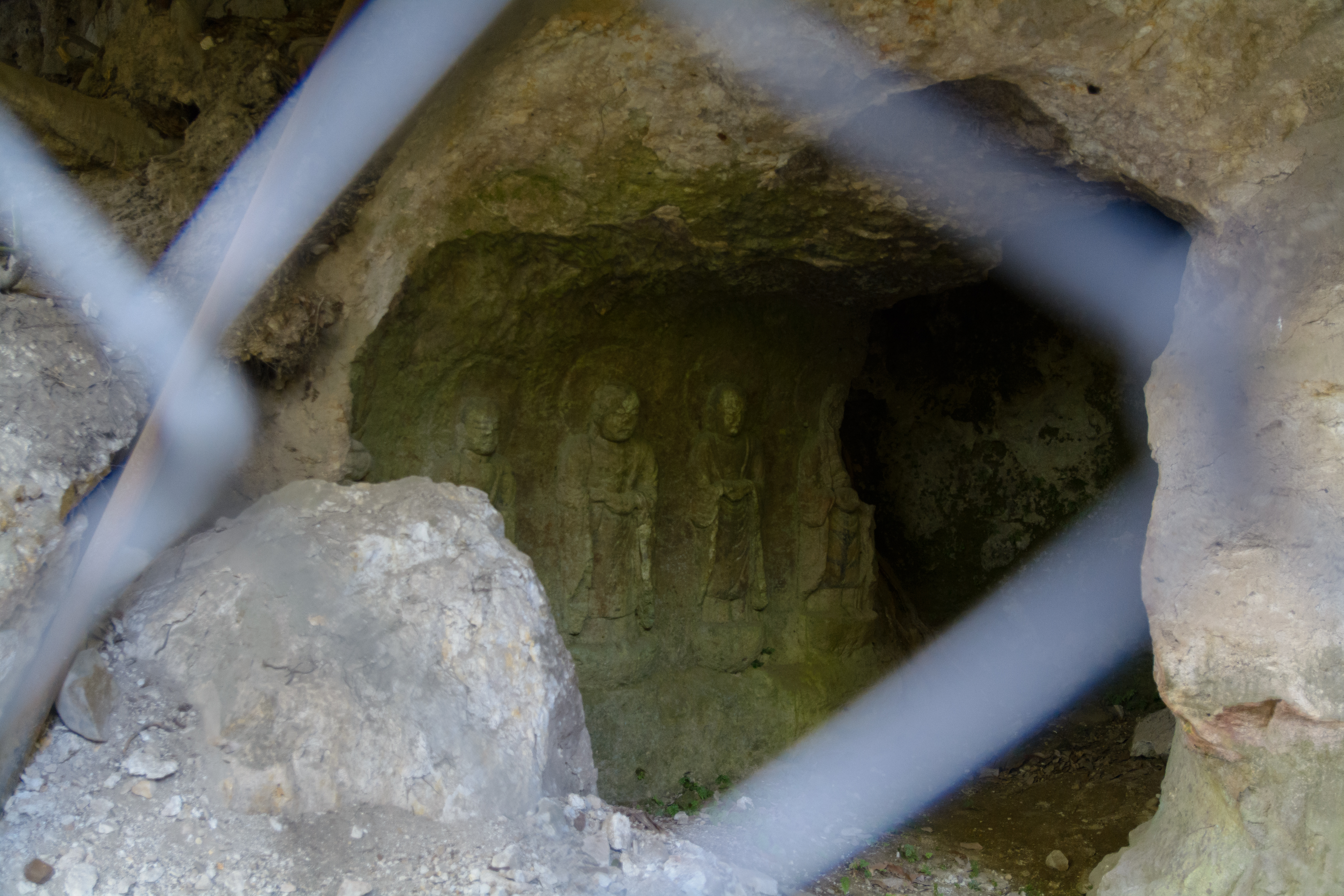
春日山石窟仏
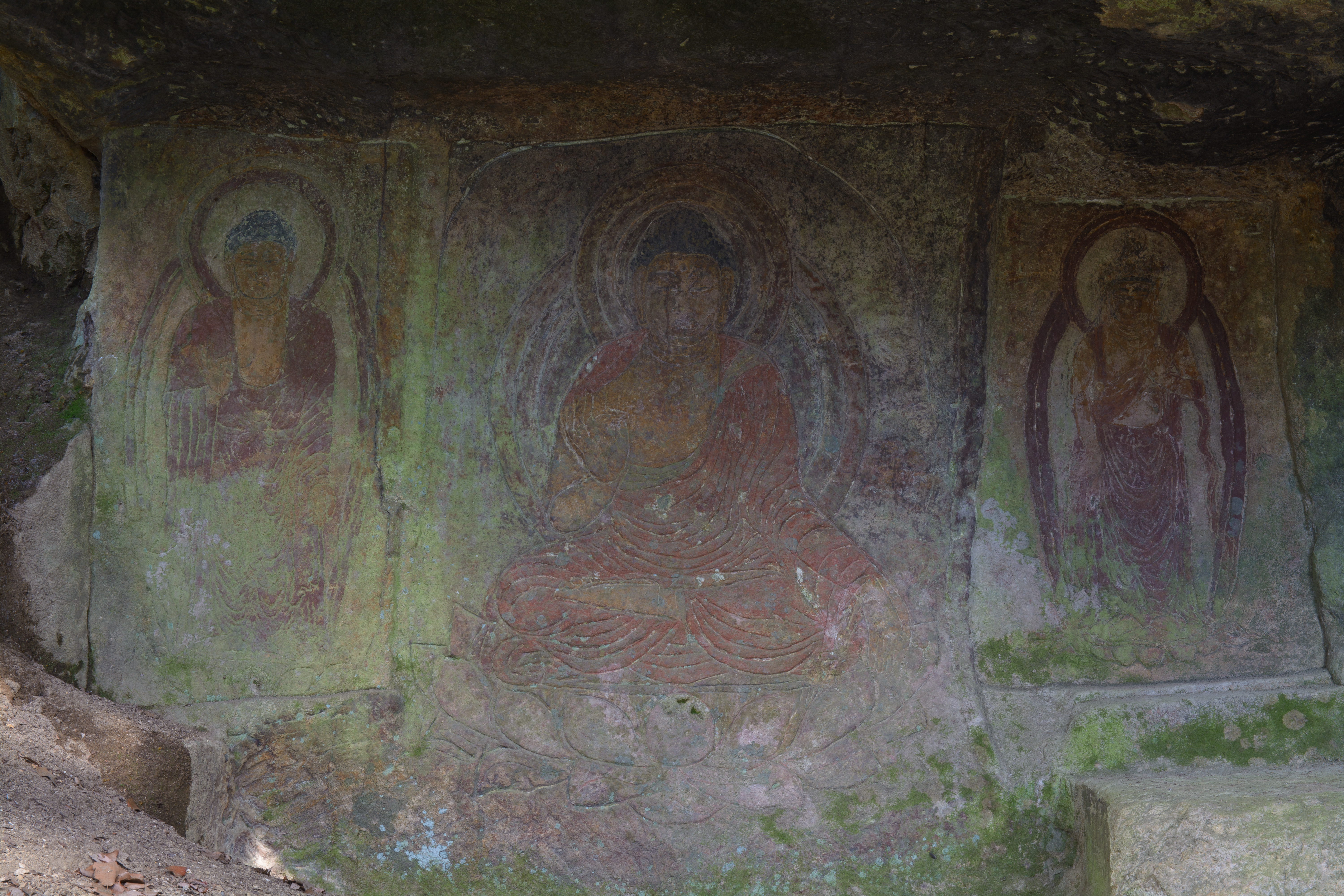
地獄谷石窟仏
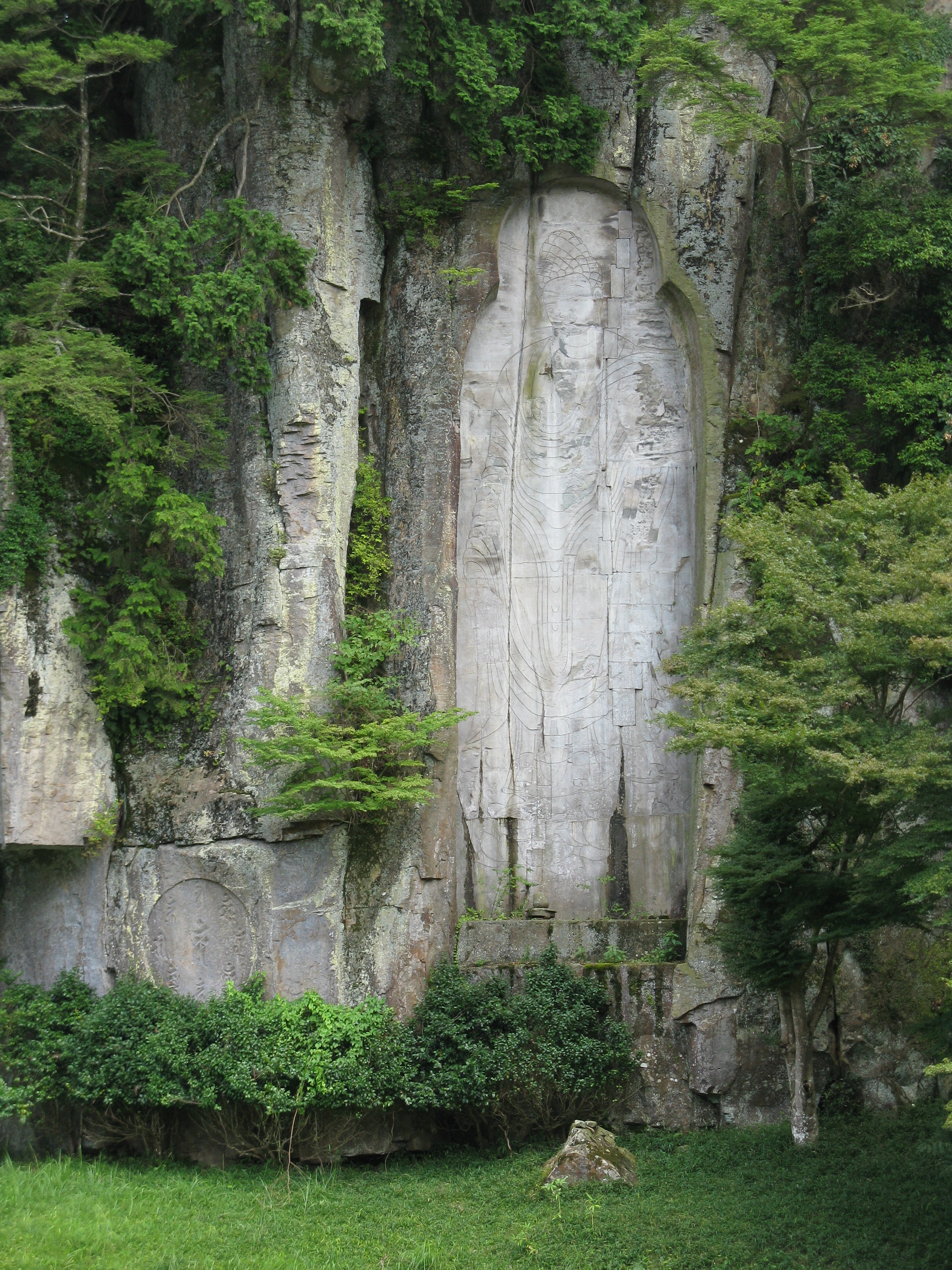
大野寺石仏
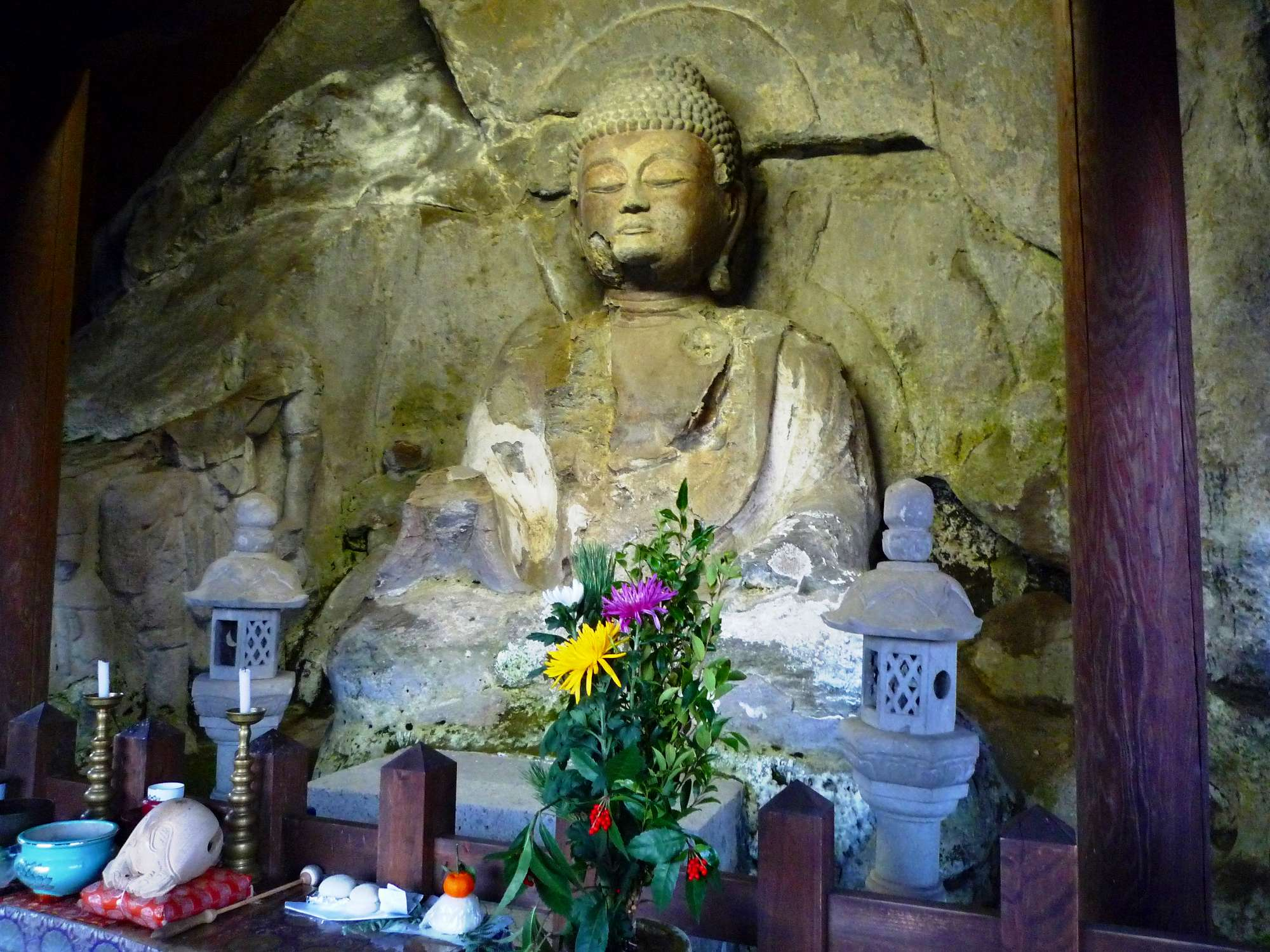
大分元町石仏
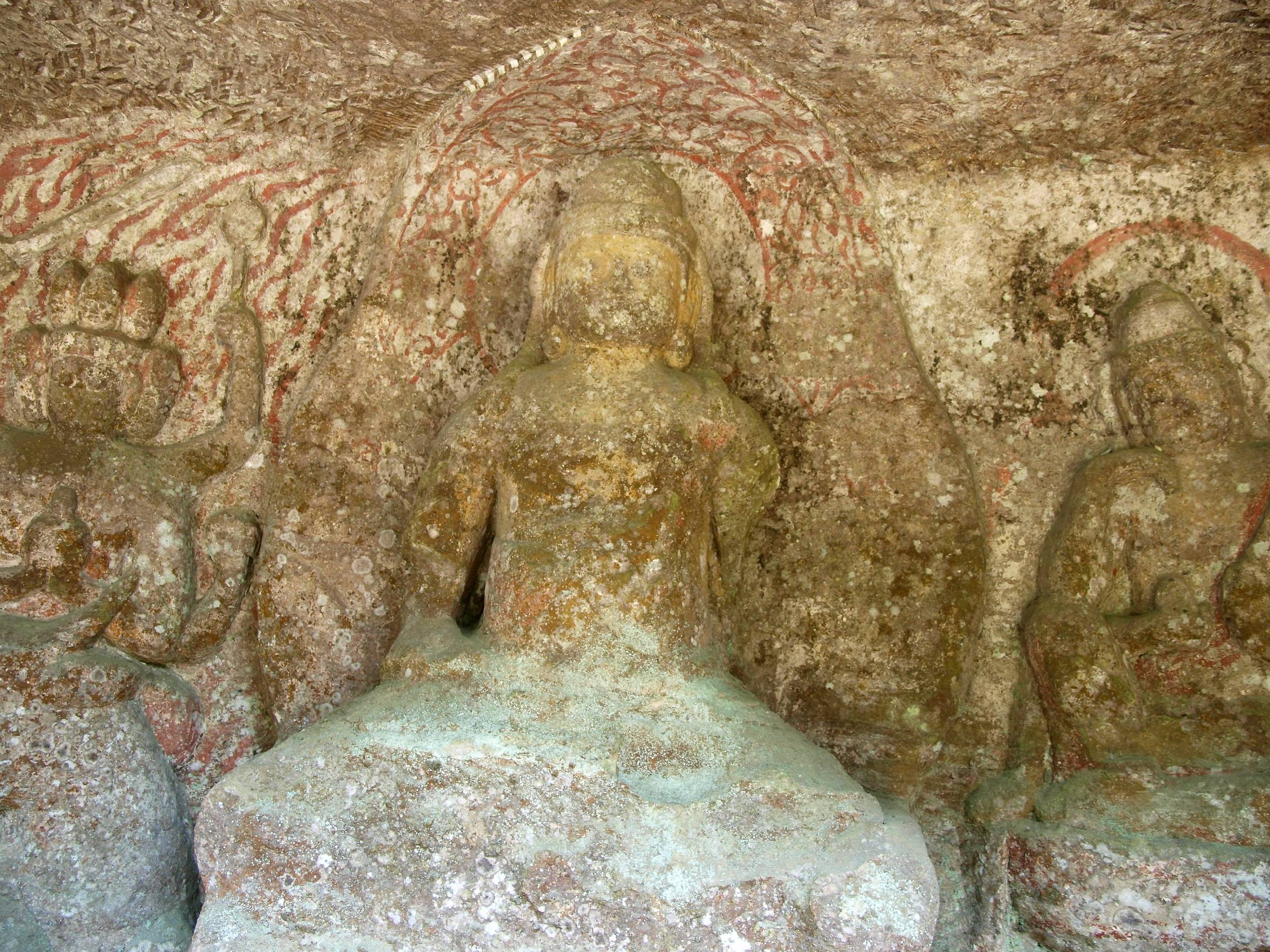
高瀬石仏
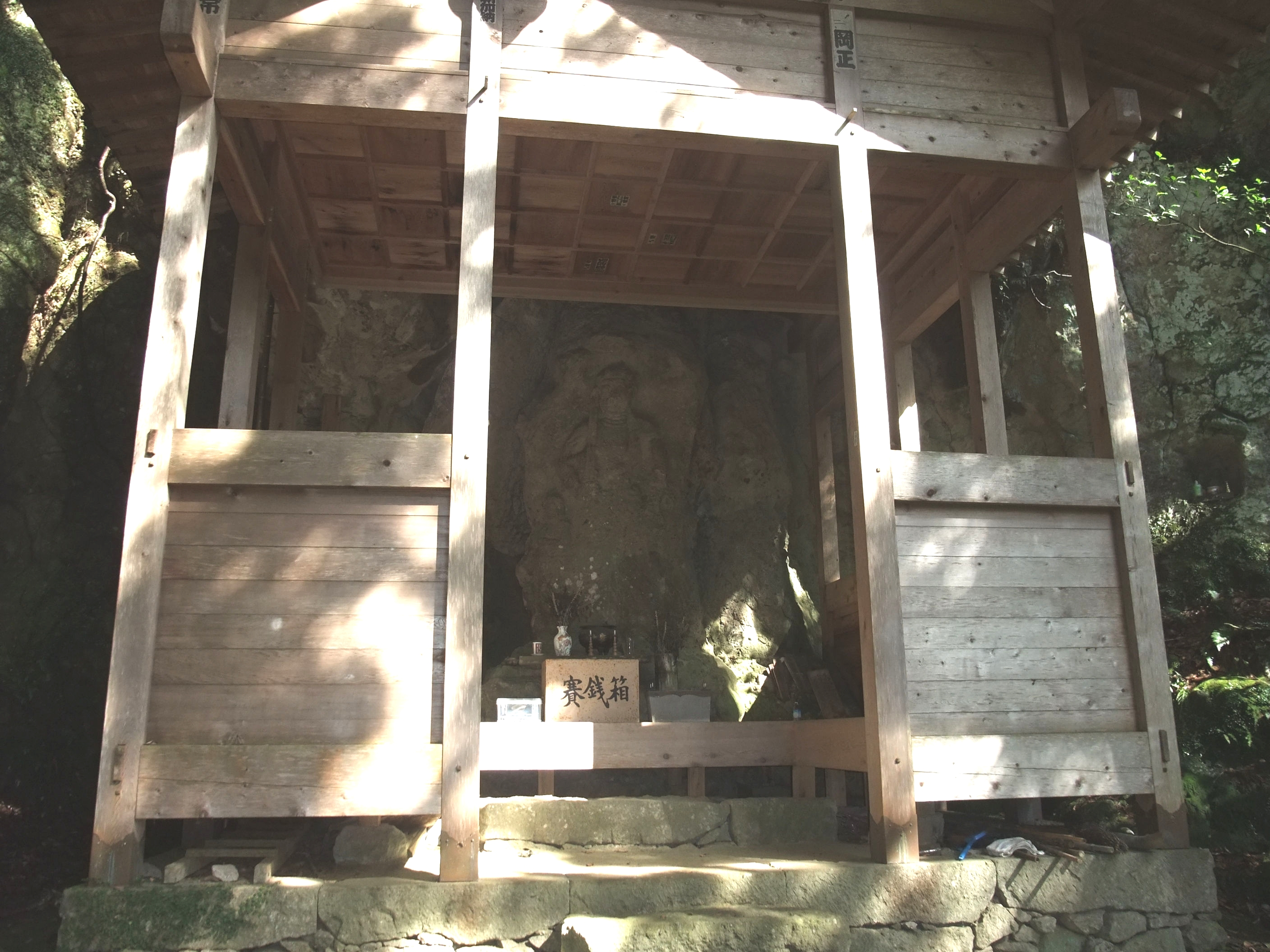
鍋山磨崖仏
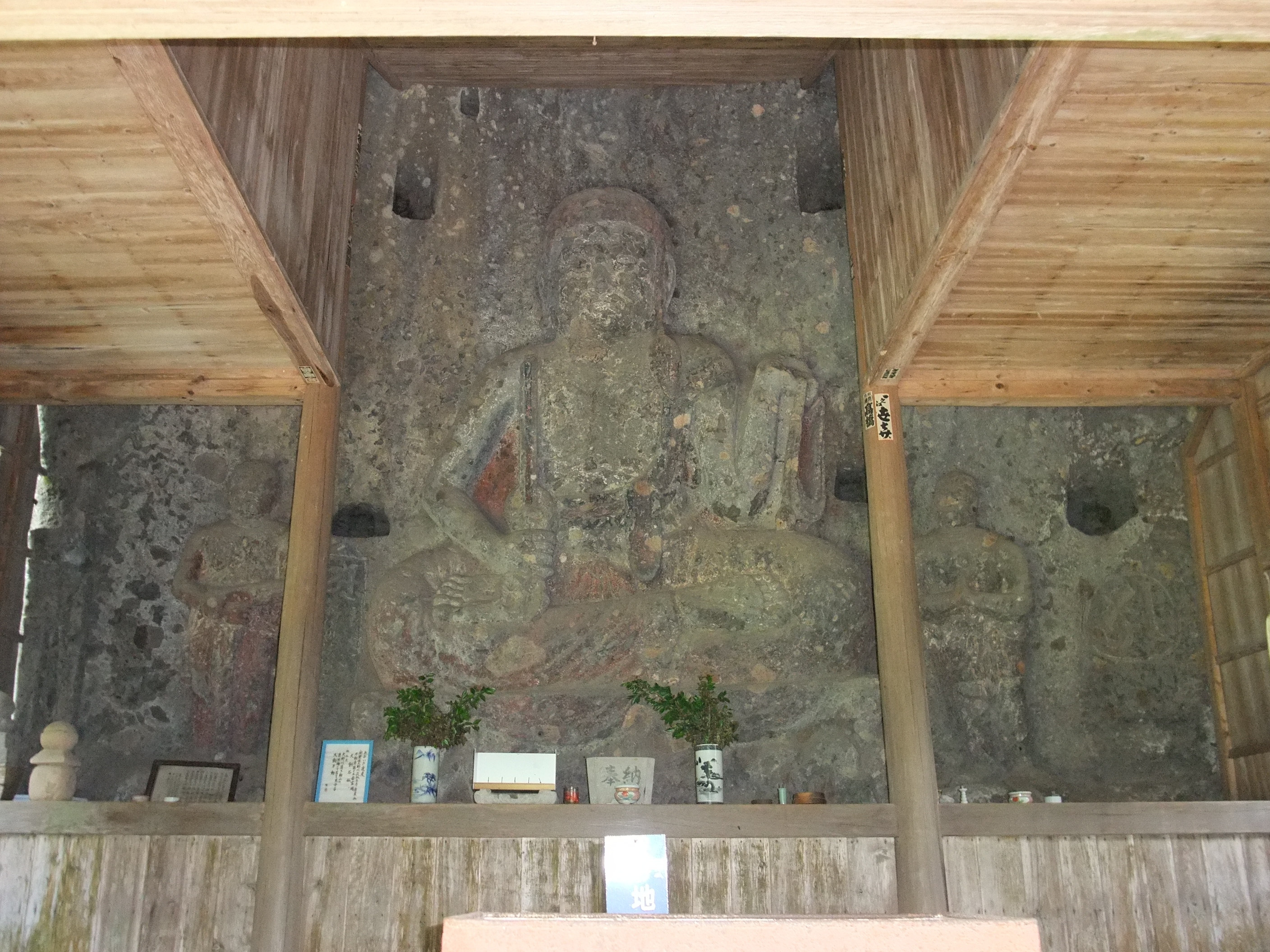
犬飼石仏
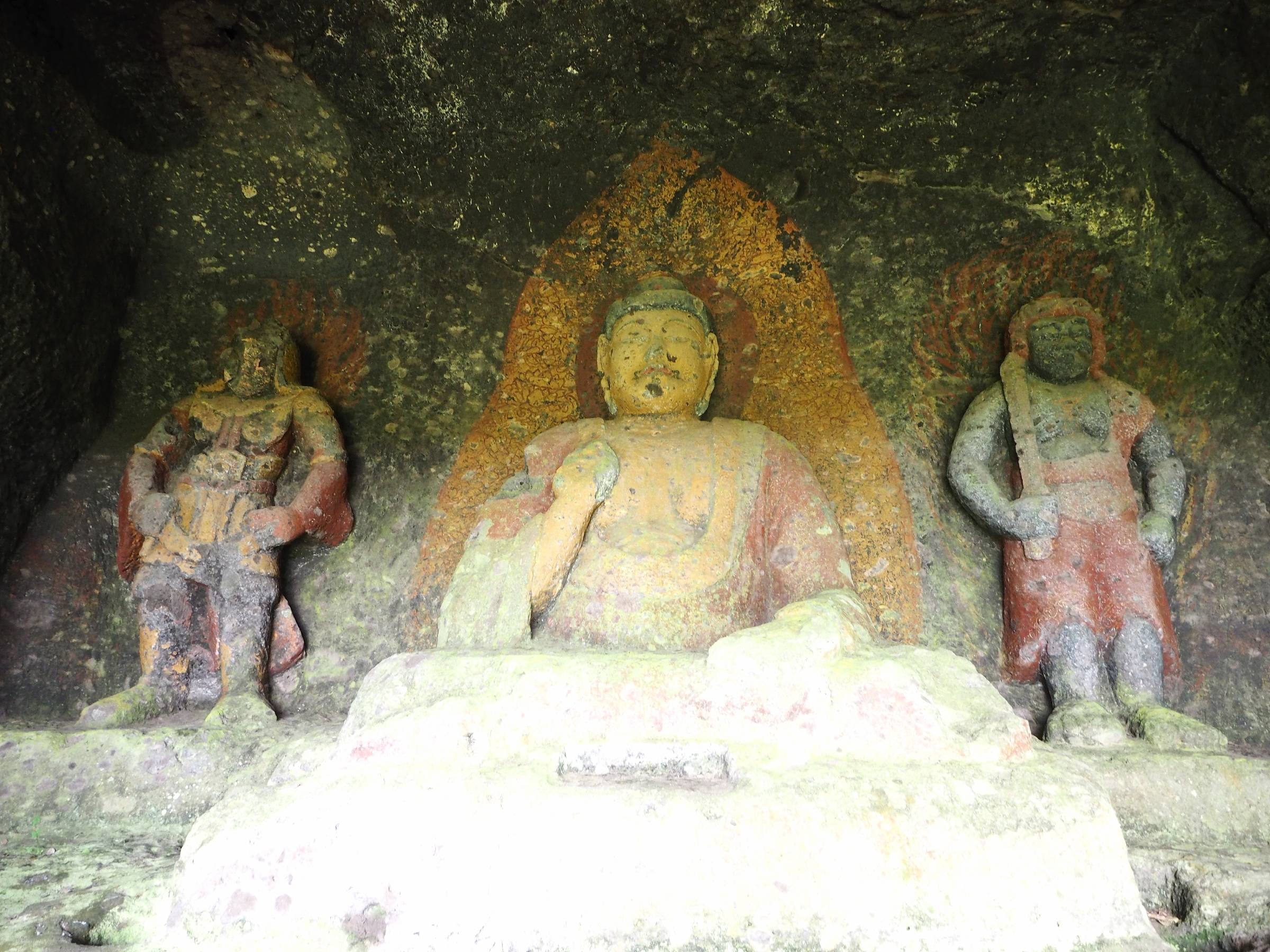
緒方宮迫東石仏
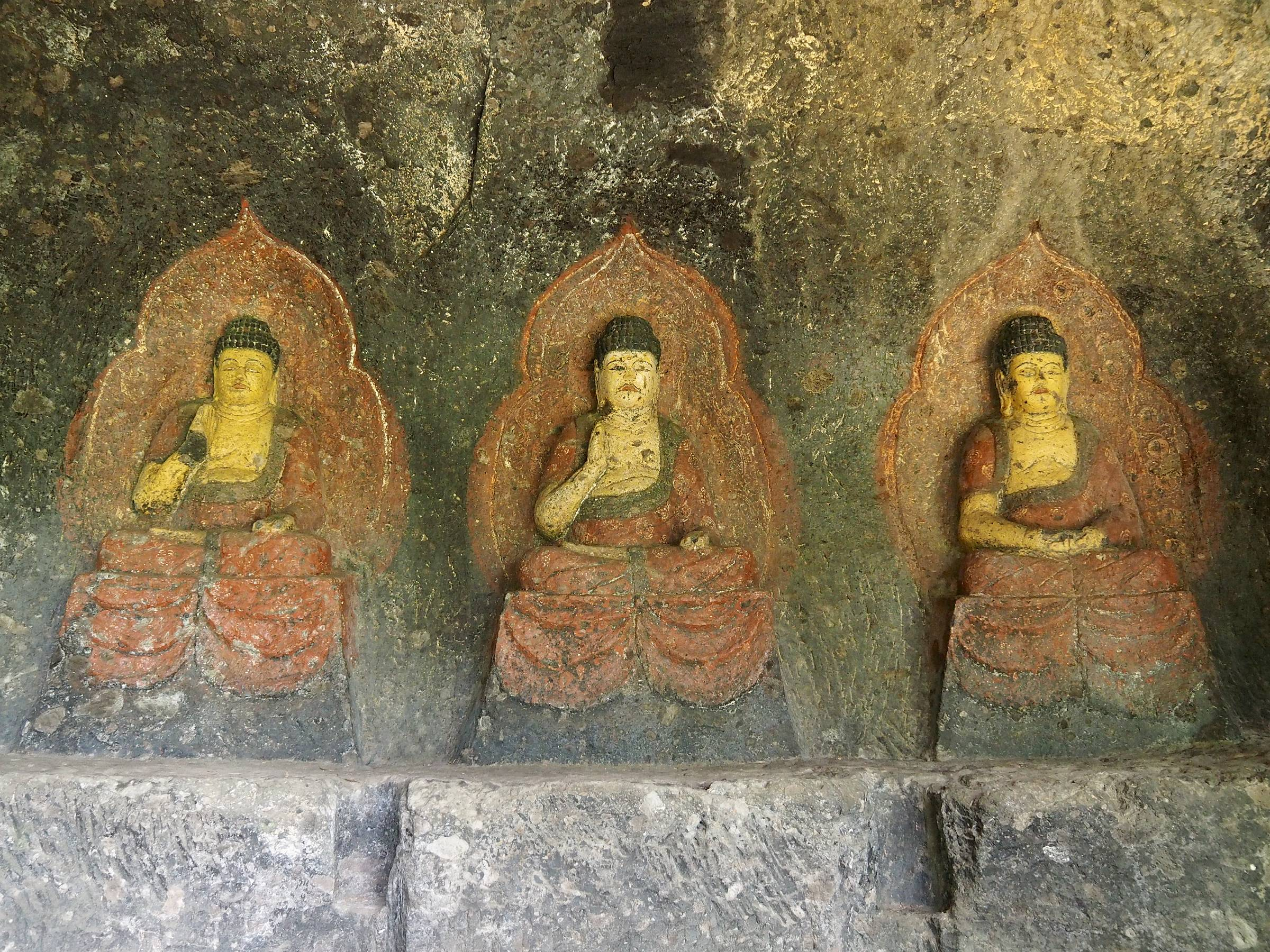
緒方宮迫西石仏

#### 国の名勝
- 川中不動 - 大分県豊後高田市、室町時代、国指定名勝・大分県指定史跡[3]
- 梅ノ木磨崖仏 - 大分県豊後高田市、室町時代、国指定名勝・大分県指定史跡[3]

#### 都道府県・市町村指定文化財
- 大森山の磨崖仏[22]
  - 大森山南麓にある、凝灰岩の大岩南面に掘られている。 風化しているため、屋根が設置されている。 鎌倉時代末期（1300年頃）の作と推定され、山形県内では最古の磨崖仏である。 上段には五智如来（向かって右から大日如来、阿閦如来（閦」は門の中に人が3つの众）、宝生如来、阿弥陀如来、不空成就如来）で、四体が線彫され朱色の色彩が施された跡もあるが、左端の一体は未完成のままである。下段には六地蔵が刻まれている。東根市指定有形文化財
- 鮭立磨崖仏（さけだちまがいぶつ） - 福島県金山町山入鮭立居平、江戸時代（天明期頃）、金山町指定重要文化財[23]
- 和田大仏 - 福島県須賀川市和田字大仏、平安時代、須賀川市指定史跡[24]
- 舘ケ岡磨崖仏 - 福島県須賀川市舘ケ岡向山、鎌倉時代後期、須賀川市指定史跡[25]
- 百体磨崖仏（閑居山） - 茨城県かすみがうら市、鎌倉時代、茨城県指定有形文化財[26]
- 関の磨崖仏 - 群馬県桐生市新里町、鎌倉時代、群馬県指定重要文化財[27]
- 棲雲寺 地蔵菩薩磨崖仏、文殊菩薩磨崖仏 - 山梨県甲州市大和町木賊、山梨県指定有形文化財[28]
- 石山観音石仏 - 三重県津市芸濃楠原、鎌倉時代、三重県指定有形文化財[29]
- 富川磨崖仏 - 滋賀県大津市、鎌倉時代、大津市指定史跡[30]
- 当尾磨崖仏文化財環境保全地区 - 京都府木津川市、京都府決定文化財環境保全地区[31]。路傍に鎌倉時代からの磨崖仏・石仏が多数存在し、浄瑠璃寺と岩船寺を結ぶルートは特にその密度が高い。
- 木津の磨崖仏 - 兵庫県神戸市、室町時代、神戸市指定記念物[32]
- 弥谷寺弥陀三尊磨崖仏 - 香川県三豊市、平安時代～鎌倉時代、香川県指定史跡[33]
- 大岩弘法院磨崖仏 - 福岡県香春町、江戸時代以降、香春町指定文化財[34]
- 岩屋寺石仏 - 大分県大分市、平安時代後期、大分県指定史跡[35]
- 曲石仏 - 大分県大分市、平安時代末期、大分県指定史跡[35]
- 口戸磨崖仏 - 大分県大分市、鎌倉時代末期～室町時代、大分県指定史跡[35]
- 楢本磨崖仏 - 大分県宇佐市、室町時代、大分県指定史跡[35]
- 下市磨崖仏 - 大分県宇佐市、室町時代、大分県指定史跡[35]
- 福真磨崖仏 - 大分県豊後高田市、鎌倉時代、大分県指定史跡[3][35]
- 堂ノ迫磨崖仏 - 大分県豊後高田市、室町時代、大分県指定史跡[3][35]
- 城山薬師堂四面石仏 - 大分県豊後高田市、室町時代、大分県指定有形文化財[3][35]
- 大門坊磨崖仏 - 大分県豊後高田市、室町時代、豊後高田市指定有形文化財[3][35]
- 中之坊磨崖仏 - 大分県豊後高田市、室町時代、豊後高田市指定有形文化財[3][35]
- 普光寺磨崖仏 - 大分県豊後大野市、鎌倉時代、大分県指定史跡[35]
- 大迫磨崖大日如来坐像 - 大分県豊後大野市、鎌倉時代後期、大分県指定有形文化財[35]
- 瑞巌寺磨崖仏 - 大分県九重町、平安時代末期～室町時代中期、大分県指定史跡[35]
- 倉野磨崖仏 - 鹿児島県薩摩川内市、鎌倉時代末期、鹿児島県指定史跡[36]
- 高田磨崖仏 - 鹿児島県南九州市、江戸時代中期、南九州市指定史跡[37]

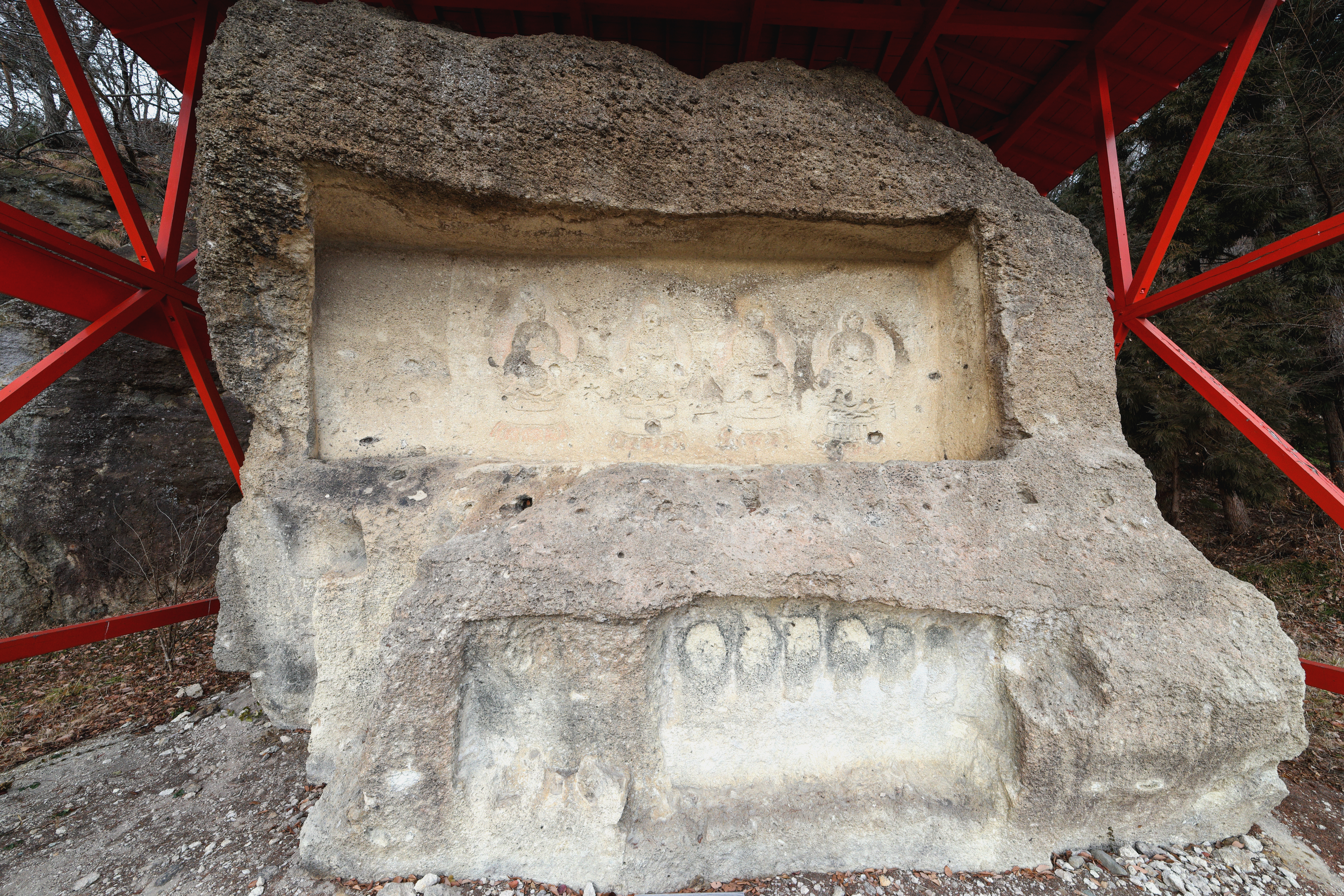
大森山の磨崖仏
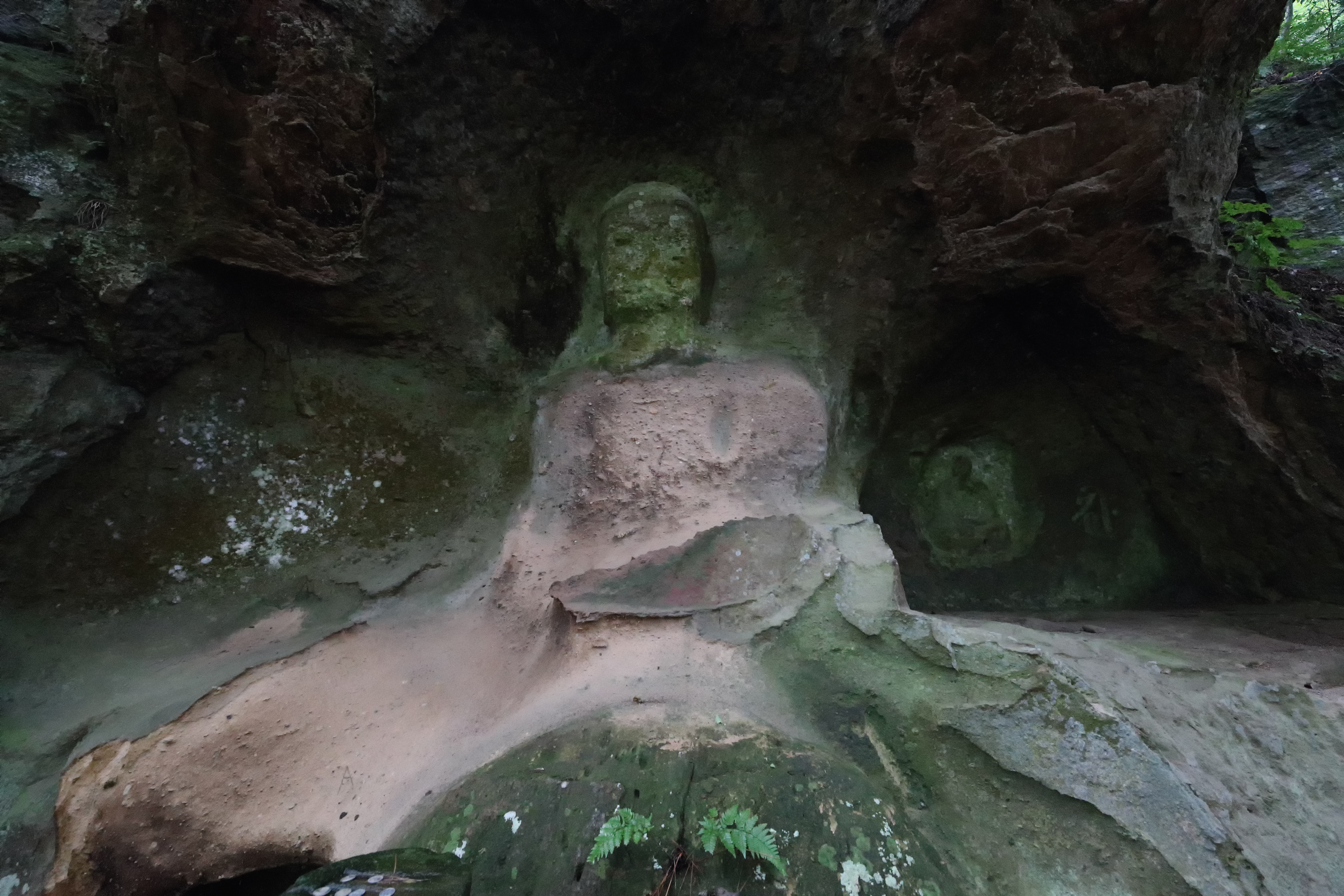
和田大仏
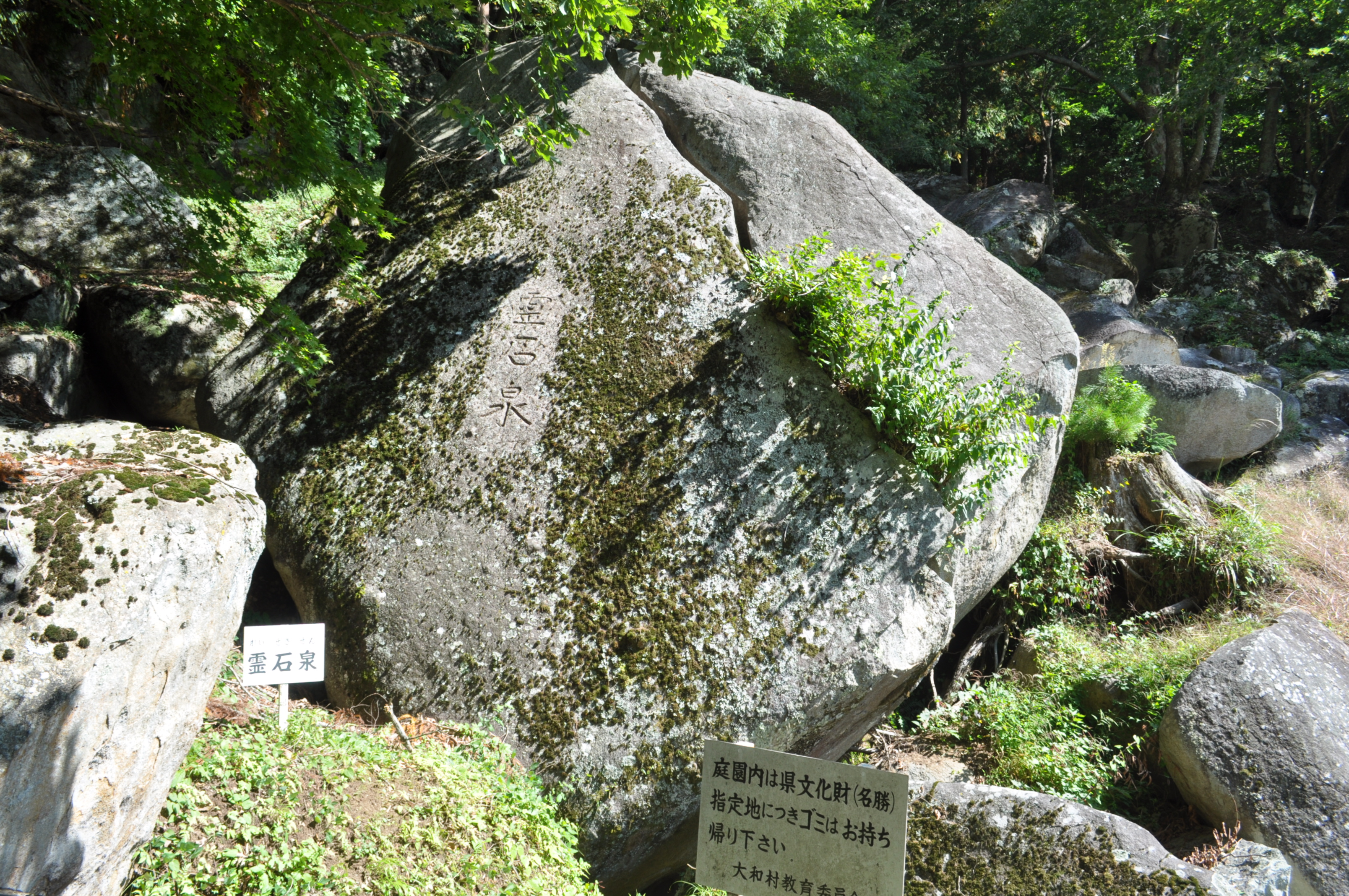
天目山棲雲寺 地蔵菩薩磨崖仏（2017年10月9日撮影）
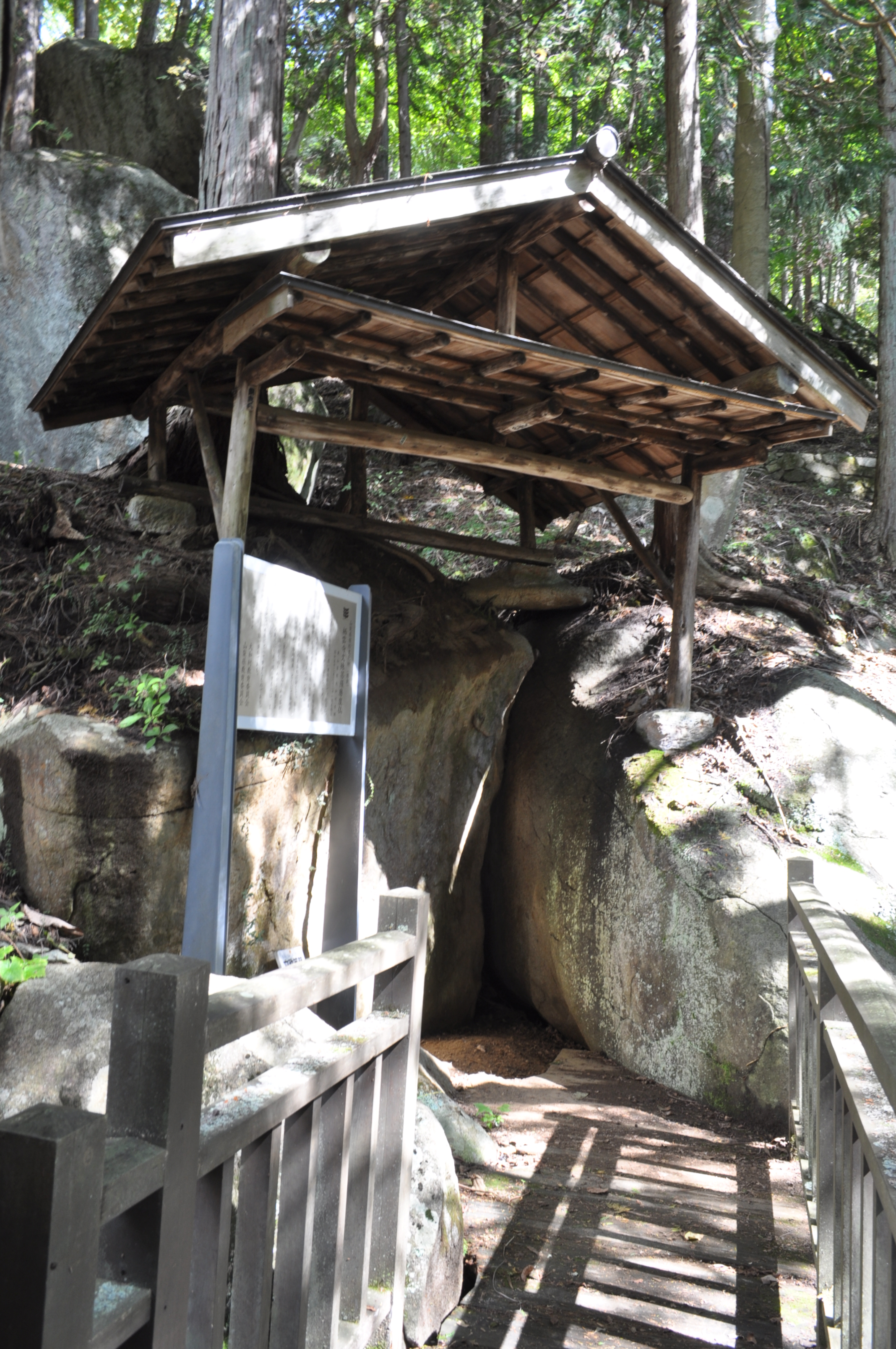
天目山棲雲寺 文殊菩薩磨崖仏（2017年10月9日撮影）
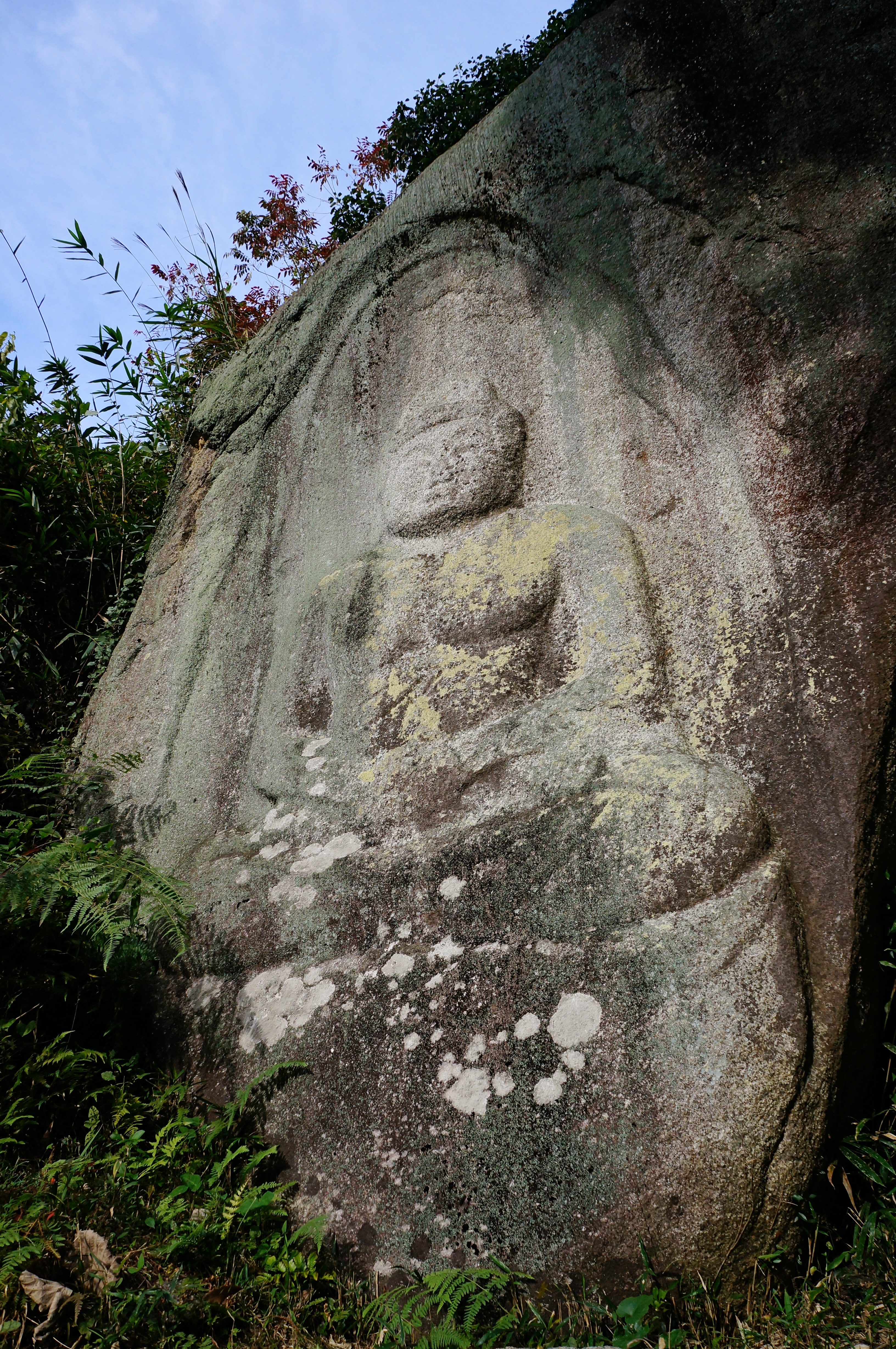
仏谷阿弥陀磨崖仏（当尾磨崖仏文化財環境保全地区）
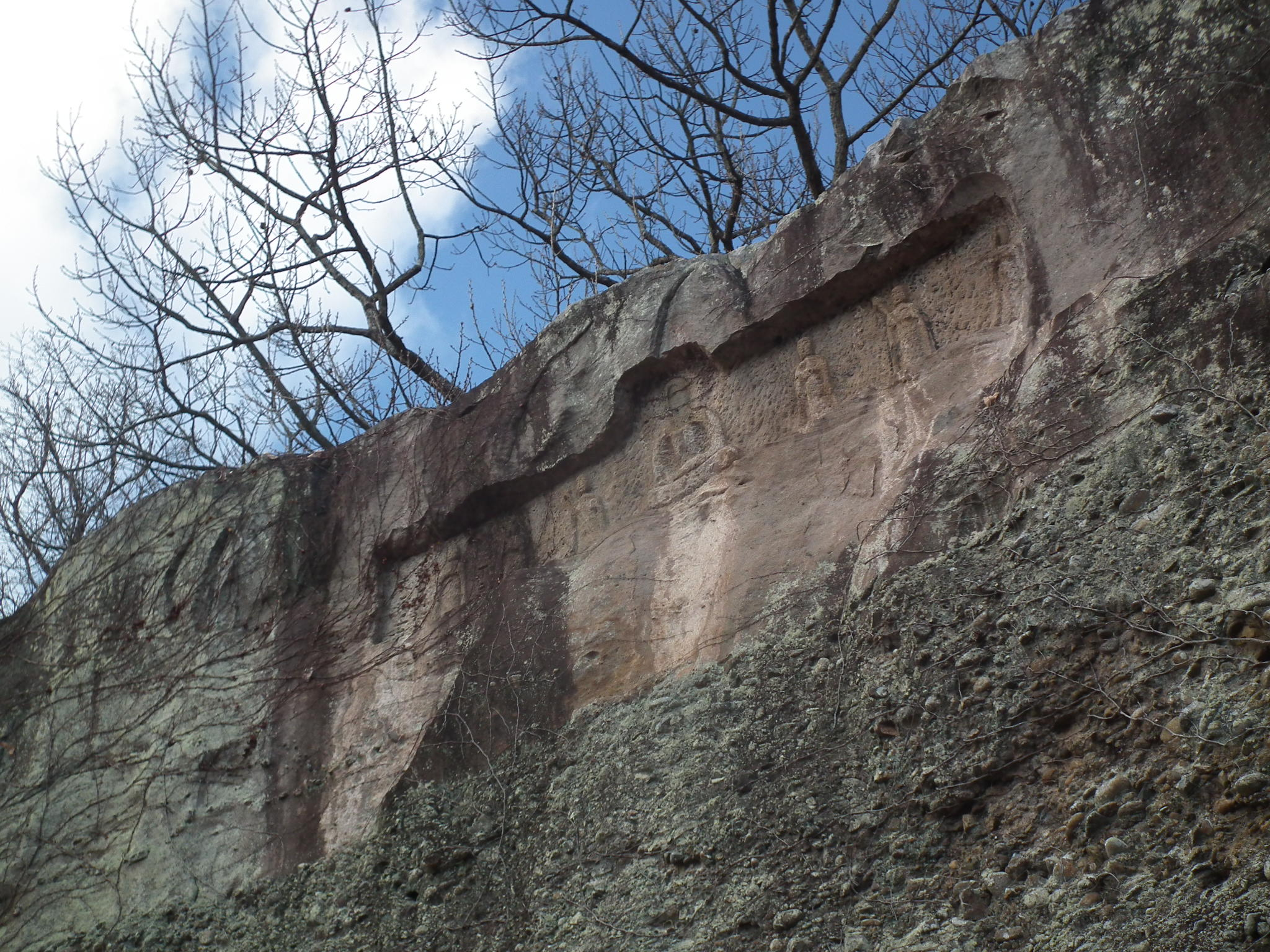
木津の磨崖仏
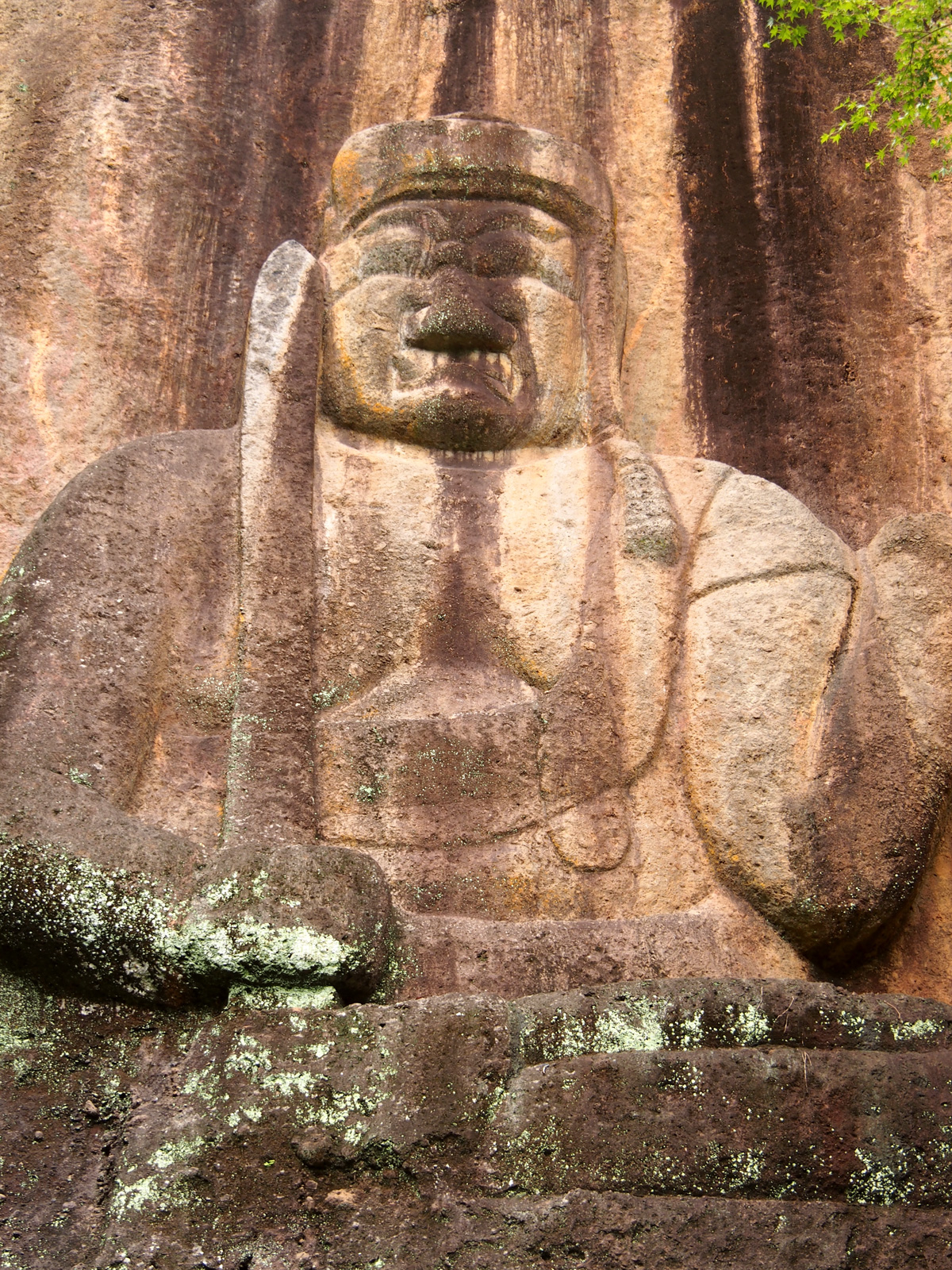
普光寺磨崖仏
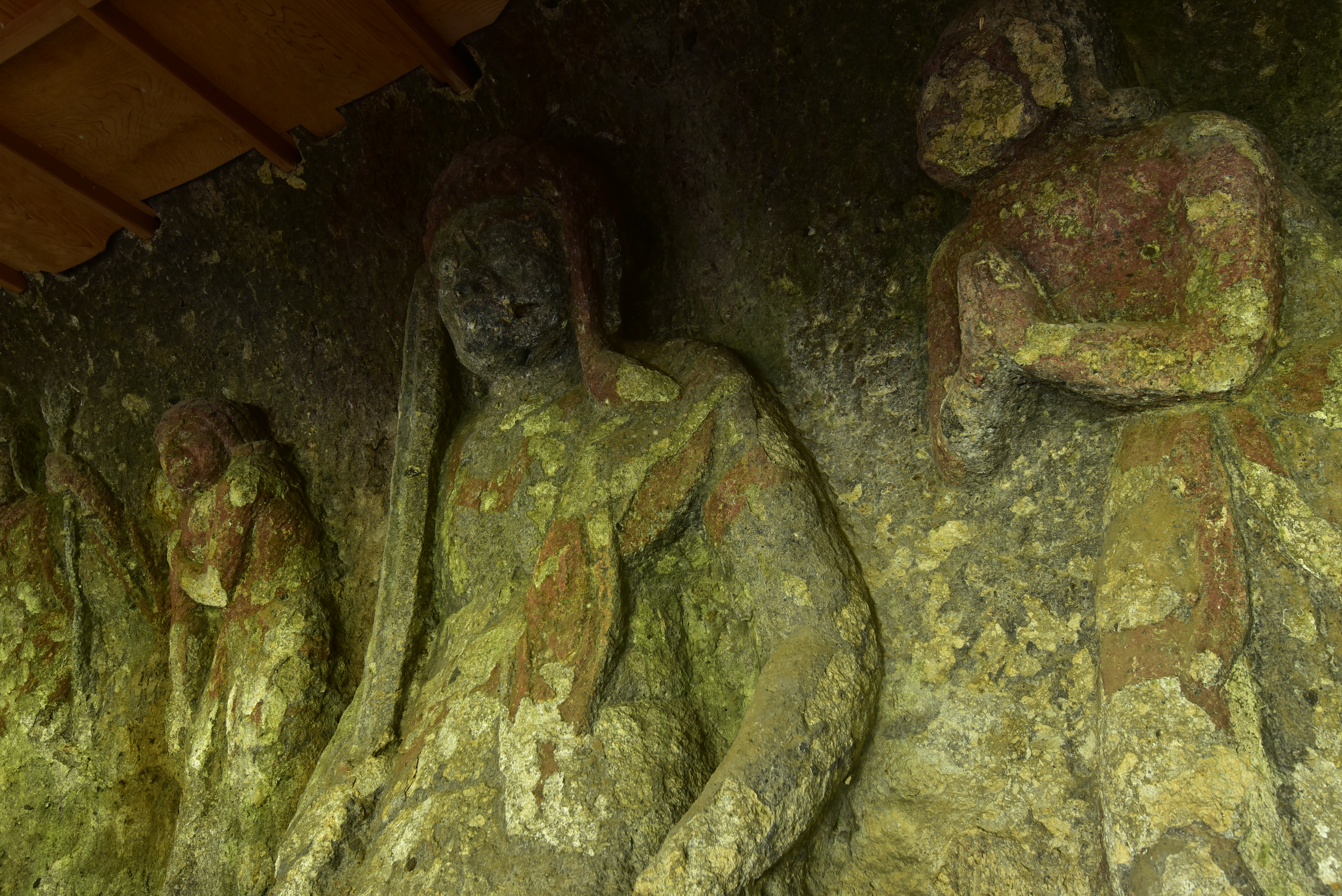
瑞巌寺磨崖仏
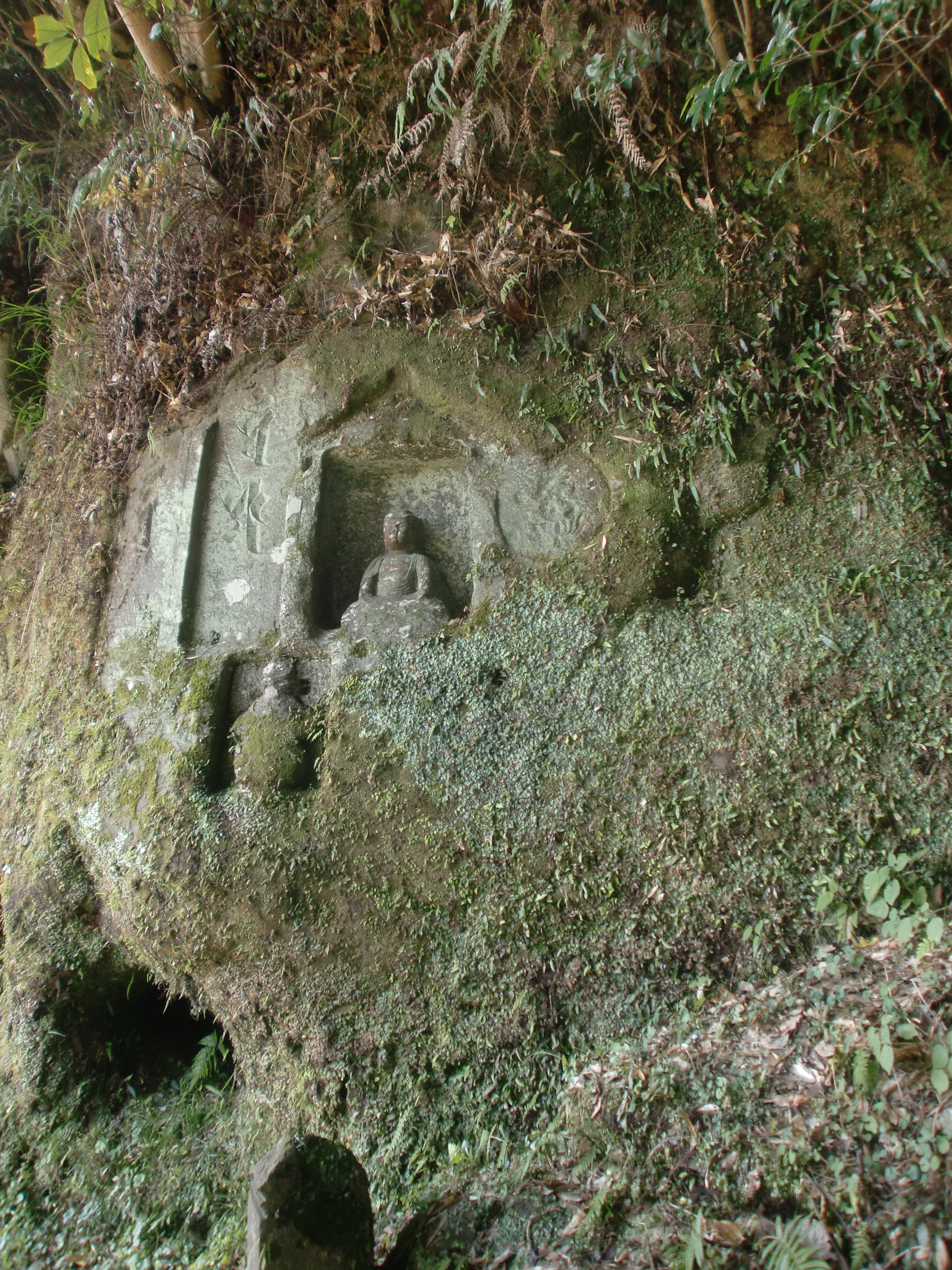
倉野磨崖仏